# Mussolente
Mussolente è un comune italiano di 7 547 abitanti situato in provincia di Vicenza in Veneto. Confinante con la provincia di Treviso, comprende la frazione di Casoni.

## Origini del nome
L'etimologia di Mussolente è stata oggetto di diverse ipotesi e tra coloro che se ne sono occupati si può citare Giuseppe Furlani. A partire dalla fine del Settecento si diffuse l'ipotesi, allora considerata la più accreditata, di una derivazione dal toponimo Misquilen, attestato sul sarcofago di Gaio Vettonio, appartenente alla tribù Fabia, rinvenuto a Sant'Eulalia. Secondo questa interpretazione, Misquilen indicherebbe l'antico villaggio situato in un piccolo distretto naturale, ben definito morfologicamente, corrispondente alla fascia pedemontana ai piedi del versante occidentale del massiccio del Grappa, delimitata a occidente dal sistema collinare tra Mussolente e Fonte, e a oriente dal Brenta e dal solco dell'Astico. In seguito gli abitanti del luogo vennero indicati come misquilesi o misquilensi. Tracce del nome Misquile si ritrovano anche in altre località della pedemontana del Grappa.
Questa interpretazione fu oggetto di valutazioni contrastanti da parte di Dante Olivieri, il quale inizialmente la respinse (1903), per poi accoglierla in seguito alle argomentazioni glottologiche di Carlo Salvioni (1910) e di Prati (1914), salvo infine ricondurla tra gli etimi incerti nella sua opera del 1960.
Con il termine Musile, documenti sia antichi sia più recenti (ad esempio mappe dell’Ottocento) indicano una contrada situata tra Sant'Eulalia e Liedolo; nei documenti notarili del Cinquecento, invece, è attestata la denominazione di una braida Misquilensis o de Misquilio.
In realtà, Mussolente, come altri toponimi della zona, deriverebbe dall’antico alto tedesco e significherebbe «terra paludosa». La radice musso (riconducibile al tedesco moderno Moos, «acquitrino», «palude») indicherebbe infatti un terreno umido, mentre lente corrisponderebbe a «terra» o «paese», in analogia con l’attuale tedesco Land.
L’interpretazione risulta coerente con la morfologia del territorio, che ancora oggi presenta ampie aree umide, ricche di risorgive e che in passato sarebbero state acquitrinose se non fossero state incanalate artificialmente. Una conferma documentaria proviene da un atto del 1226, conservato nell’archivio vescovile di Belluno, in cui Mussolente è riportato nella forma Musculento. In tale contesto, muscu viene considerato una forma contratta da musecu o moseco, termine del medio alto tedesco con il significato di «paludoso».
La prova più significativa sarebbe rappresentata dal termine Misquilen, scolpito sul sarcofago di Gaio Vettonio, che ha suscitato numerose discussioni tra studiosi di glottologia. Secondo un’interpretazione, Misquilen deriverebbe da un composto germanico di area retico-euganea, misaúile, con il significato di «valle paludosa». Nella grafia germanica il termine compare come müsc-weihle, forma tuttora attestata in alcuni dialetti basso-tedeschi dell’Europa settentrionale. Come osserva Vittore Pisani, la w va letta come u consonantica, analogamente a quanto avviene nel toponimo Aquileia (Ach-weihl-heia), il cui secondo elemento è collegato al termine weíhle, «baia», «valle», «insenatura», ricordato anche dal Brockhaus (1954).

## Storia
Tracce della presenza di Mussolente risalgono già al I secolo. Tra l’XI e il XIII secolo il territorio fu coinvolto nelle vicende legate alle proprietà degli Ezzelini, che, dopo la loro definitiva sconfitta nel 1260, furono accuratamente censite e documentate.
Durante la prima guerra mondiale nella frazione di Casoni fu attivo il campo di aviazione di Casoni.

### Simboli
Lo stemma fu concesso dal re Vittorio Emanuele III con decreto del 10 settembre 1914, controfirmato dal presidente del consiglio e ministro dell’interno Salandra.
Il gonfalone comunale, concesso con regio decreto dell’8 giugno 1941, è un drappo di giallo con bordatura verde. Il Comune ha inoltre adottato una bandiera costituita da un drappo troncato di verde e di giallo.

## Monumenti e luoghi d'interesse

### Architetture religiose
Casoni
- Chiesa parrocchiale di San Rocco
- Oratorio della Madonna di Fatima
- Capitello di San Rocco
- Capitello di San Daniele
- Oratorio di Sant'Antonio

Mussolente
- Chiesa parrocchiale dei Santi Pietro e Paolo
- Santuario della Madonna dell'Acqua

### Ville
- Villa Nervi (oggi Negri Piovene), costruita nel 1763 su progetto dell’architetto Antonio Gaidon, presenta due porticati arretrati rispetto al corpo centrale, che si sviluppa su tre piani e si affaccia su un’ampia scalinata, circondata da un parco con giardino.
- Villa Bergamo, nota anche come Villa Barbieri, Palazzo Barberini, Palazzo Trivellini e Palazzo Comello, è un edificio storico di rilevanza locale.
- Villa Caneva
- Villa Chemin Palma
- Villa Giacomelli
- Villa Giovanni Cimberle
- Villa Lugo-Facchinetti

## Società

### Evoluzione demografica
Abitanti censiti

## Cultura

### Istruzione
Sono presenti nel comune due scuole materne, due scuole primarie, e una scuola secondaria di primo grado.

## Economia
Caratterizzata principalmente da piccole/medie aziende a gestione familiare e alcune aziende multinazionali. È diffusa la produzione di merletti.

## Amministrazione

### Sindaci dal 1995
| Periodo        | Periodo        | Primo cittadino      | Partito      | Carica  | Note |
| -------------- | -------------- | -------------------- | ------------ | ------- | ---- |
| 23 aprile 1995 | 13 giugno 1999 | Giovanni Facchinello | Popolari     | Sindaco |      |
| 13 giugno 1999 | 13 giugno 2004 | Mario Zanchetta      | Centrodestra | Sindaco |      |
| 13 giugno 2004 | 7 giugno 2009  | Mario Zanchetta      | Centrodestra | Sindaco |      |
| 7 giugno 2009  | 25 maggio 2014 | Maurizio Chemello    | Centrodestra | Sindaco |      |
| 25 maggio 2014 | 26 maggio 2019 | Cristiano Montagner  | Lista civica | Sindaco |      |
| 26 maggio 2019 | 9 giugno 2024  | Cristiano Montagner  | Lista civica | Sindaco |      |
| 9 giugno 2024  | in carica      | Ellena Bontorin      | Lista civica | Sindaco |      |

### Gemellaggi
- Umago

## Sport
Aveva sede nel comune la società di calcio A.C.D. Mussolente, militante nelle divisioni dilettantistiche del Veneto: nel 2018 ha cessato di esistere per consentire la rifondazione del Bassano. 
Sono presenti due società di calcio a 5 nate nel 2018: la Mussolente United e la New Generation Mussolente, che giocano in serie D.
La società di pallavolo Mussolente è stata fondata nel 2015.